# البرت الاودره
البرت الاودره (انگلیسی: Albert Alavedra؛ زادهٔ ۲۶ فوریهٔ ۱۹۹۹) بازیکن فوتبال اهل آندورا است.
وی همچنین در تیم‌های ملی فوتبال Andorra national under-17 football team, Andorra national under-19 football team، زیر ۲۱ سال آندورا، و آندورا بازی کرده‌است.